# Hôtel Meliá Paris La Défense
L'Hôtel Meliá Paris La Défense è un grattacielo situato nel quartiere finanziario della Défense, a Courbevoie, comune alla periferia di Parigi.
Inaugurata il 16 febbraio 2015, la torre è alta 82,70 metri.
Al 19 ° piano si trova un bar aperto al pubblico con vista panoramica su La Défense e Parigi.